# 浄水町
浄水町（じょうすいちょう）は、愛知県豊田市の町名。現行行政地名として5つの字が存在する。住居表示は行われていない。

## 地理
豊田市中心部から北へ約5kmの台地に位置し、浄水駅を中心に市街地や住宅地が形成されている。

### 字（小字）
- 伊保原（いぼばら）
- 下三戸口（しもさんどぐち）
- 中三戸口（なかさんどぐち）
- 原山（はらやま）
- 南平（みなみだいら）

## 歴史

### 町名の由来
豊田浄水場に由来する

### 沿革
- 1970年（昭和45年） - 豊田市上伊保および殿貝津の各一部により、同市浄水町が成立[1]。
- 1979年（昭和54年）7月29日 - 名鉄豊田線浄水駅が開業。

## 世帯数と人口

### 人口の変遷
国勢調査による人口および世帯数の推移。
| 1995年（平成7年）  | 695世帯 2101人   |  |
| 2000年（平成12年） | 774世帯 2096人   |  |
| 2005年（平成17年） | 1119世帯 2739人  |  |
| 2010年（平成22年） | 3691世帯 7880人  |  |
| 2015年（平成27年） | 5042世帯 11440人 |  |
| 2020年（令和2年）  | 5584世帯 12611人 |  |

## 学区
市立小・中学校に通う場合、学区は以下の通りとなる。
| 丁目・字       | 番地 | 小学校               | 中学校             |
| -------------- | --- | -------------------- | ------------------ |
| 浄水町伊保原   | 1〜197、290〜353、668、670〜673、679 | 豊田市立浄水北小学校 | 豊田市立浄水中学校 |
| 浄水町伊保原   | （上記を除く） | 豊田市立浄水小学校   | 豊田市立浄水中学校 |
| 浄水町下三戸口 | 全域 | 豊田市立浄水小学校   | 豊田市立浄水中学校 |
| 浄水町中三戸口 | 全域 | 豊田市立浄水小学校   | 豊田市立浄水中学校 |
| 浄水町南平     | 全域 | 豊田市立浄水小学校   | 豊田市立浄水中学校 |
| 浄水町原山     | 200-1・7～9、201～203、222-3～5･8、223、224-3、239-1・7～13・15～35・39～42・46・48～50・52・53・56～58、240-1～12・15～26、332-13、335、336、345、356-7、392-3・4・7、395-1・7・10・11、396、397、430-7～14 | 豊田市立浄水小学校   | 豊田市立浄水中学校 |
| 浄水町原山     | （上記を除く） | 豊田市立浄水北小学校 | 豊田市立浄水中学校 |

## 交通
- 国道248号
- 名鉄豊田線浄水駅

## 施設
- 豊田市立浄水小学校
- JA愛知厚生連豊田厚生病院
- 竜泉寺の湯豊田浄水店
- 豊田浄水簡易郵便局
- 浄水公園
- 開豊神社

- 浄水小学校
- 豊田厚生病院
- 竜泉寺の湯豊田浄水店

### WEB
1. ↑  “愛知県豊田市の町丁・字一覧”.   人口統計ラボ. 2024年2月26日閲覧。
2. 1 2  総務省統計局 (2022年2月10日). “令和2年国勢調査の調査結果(e-Stat) - 男女別人口，外国人人口及び世帯数－町丁・字等” (CSV). 2023年8月2日閲覧。
3. ↑  “読み仮名データの促音・拗音を小書きで表記するもの(zip形式) 愛知県” (zip).   日本郵便 (2024年2月29日). 2024年3月26日閲覧。
4. ↑  “市外局番の一覧” (PDF).   総務省 (2022年3月1日). 2022年3月22日閲覧。
5. ↑  “ナンバープレートについて”.   一般社団法人愛知県自動車会議所. 2024年1月21日閲覧。
6. ↑  豊田市では全体で住居表示は行われていない。“その他（住民票に関すること）よくある質問”.   豊田市. 2025年5月28日閲覧。
7. ↑  総務省統計局 (2014年3月28日). “平成7年国勢調査の調査結果(e-Stat) - 男女別人口及び世帯数 －町丁・字等” (CSV). 2021年7月20日閲覧。
8. ↑  総務省統計局 (2014年5月30日). “平成12年国勢調査の調査結果(e-Stat) - 男女別人口及び世帯数 －町丁・字等” (CSV). 2021年7月20日閲覧。
9. ↑  総務省統計局 (2014年6月27日). “平成17年国勢調査の調査結果(e-Stat) - 男女別人口及び世帯数 －町丁・字等” (CSV). 2021年7月21日閲覧。
10. ↑  総務省統計局 (2012年1月20日). “平成22年国勢調査の調査結果(e-Stat) - 男女別人口及び世帯数 －町丁・字等” (CSV). 2021年7月21日閲覧。
11. ↑  総務省統計局 (2017年1月27日). “平成27年国勢調査の調査結果(e-Stat) - 男女別人口及び世帯数 －町丁・字等” (CSV). 2021年7月21日閲覧。
12. ↑  “町名別小中学校区”.   豊田市. 2025年6月2日閲覧。

### 書籍
1. ↑  「角川日本地名大辞典」編纂委員会 1989, p. 690.